# Atlético Clube de Vila Meã
O Atlético Clube de Vila Meã é um clube português da vila de Vila Meã, concelho de Amarante, distrito do Porto. O clube foi fundado em 2 de Setembro de 1944 e o seu presidente atual é David Pinheiro.
A equipa manda os seus jogos em casa no Estádio Municipal de Vila Meã.

## Futebol

### Feitos Históricos
- Em 2004/05, nas estreia na 3ª Divisão, classifica-se em primeiro lugar, com Eduardo Luís ao leme da equipa.
- Em 2005/06, para além de ter subido pela 1ª vez à 2ª Divisão B, fez história na Taça de Portugal, até ser eliminado na Madeira pelo Marítimo (3-0), já nos oitavos de final, após ter eliminado o Sporting Clube da Covilhã, nos dezasseis-avos de final
- Em 2006/07, o Vila-Meã, consegue ficar acima do meio da tabela, logo na 1ª participação na 2ª Divisão B, obtendo um 5º lugar.[3]

### Classificações por época
| Época     | Nível | Divisão                                     | Classificação             | Taça de Portugal |
| --------- | ----- | ------------------------------------------- | ------------------------- | ---------------- |
| 2002/2003 | 6     | Segundo Escalão Distrital                   | 8º                        | -                |
| 2003/2004 | 6     | Segundo Escalão Distrital                   | 1º                        | -                |
| 2004/2005 | 5     | Divisão de Honra da AF Porto                | 1º                        | -                |
| 2005/2006 | 4     | 3ª Divisão                                  | 1º                        | 1/8              |
| 2006/2007 | 3     | 2ª Divisão B                                | 5º                        | 2E               |
| 2007/2008 | 3     | 2ª Divisão B                                | 10º (?º na primeira fase) | 2E               |
| 2008/2009 | 4     | 3ª Divisão                                  | 6º (?º na primeira fase)  | 2E               |
| 2009/2010 | 4     | 3ª Divisão                                  | 4º (?º na primeira fase)  | 3E               |
| 2010/2011 | 4     | 3ª Divisão                                  | 9º (?º na primeira fase)  | 2E               |
| 2011/2012 | 4     | 3ª Divisão                                  | 8º (?º na primeira fase)  | 3E               |
| 2012/2013 | 4     | 3ª Divisão                                  | 8º (10º na primeira fase) | 2E               |
| 2013/2014 | 4     | Divisão de Elite - Pro-nacional da AF Porto | 14º                       | 1E               |
| 2014/2015 | 4     | Divisão de Elite - Pro-nacional da AF Porto | 6º                        | -                |
| 2015/2016 | 4     | Divisão de Elite - Pro-nacional da AF Porto | a decorrer                | -                |

Legenda das cores na pirâmide do futebol português
     1º nível (1ª Divisão / 1ª Liga) 
     2º nível (até 1989/90 como 2ª Divisão Nacional, dividido por zonas, em 1990/91 foi criada a 2ª Liga) 
     3º nível (até 1989/90 como 3ª Divisão Nacional, depois de 1989/90 como 2ª Divisão B/Nacional de Seniores/Campeonato de Portugal)
     4º nível (entre 1989/90 e 2012/2013 como 3ª Divisão, entre 1947/48 e 1989/90 e após 2013/14 como 1ª Divisão Distrital) 
     5º nível
     6º nível
Notas:
- Em 2013/14 acabou IIIª Divisão, a primeira competição distrital passou a nível 4
- 2 temporadas no terceiro nível, tendo atingido o 5º lugar como melhor classificação em 2006/07
- 3 temporadas na extinta terceira divisão, tendo sido vencedor da série em 2005/06
- 10 temporadas na Taça de Portugal
- 1/8 de final como melhor Participação na Taça de Portugal em 2005/06

|                                  | Nº Presenças | Títulos            |
| -------------------------------- | ------------ | ------------------ |
| Temporadas na 1ª                 | 0            |                    |
| Temporadas na 2ª                 | 0            |                    |
| Temporadas na 2ª Divisão B       | 2            |                    |
| Temporadas na extinta 3ª Divisão | 3            | 1 título (2005/06) |
| Taça de Portugal                 | 10           |                    |